# Craig Hodges
Craig Anthony Hodges, né le 27 juin 1960 à Park Forest dans l'Illinois, est un ancien joueur américain de basket-ball de la NBA.

## Biographie
Hodges a évolué à l'Université d'État de Californie à Long Beach avant d'entamer une carrière professionnelle aux Clippers de San Diego, aux Bucks de Milwaukee, aux Suns de Phoenix et aux Bulls de Chicago. Il est surtout renommé pour sa participation à la saga des Bulls comme joueur de banc pour les titres de champion en 1991 et 1992.
Hodges est devenu le second joueur après Larry Bird à remporter trois titres consécutifs de vainqueur du Three-point Shootout, en 1990, 1991 et 1992. Il a détenu jusqu’en 2015 le meilleur score inscrit sur un tour avec 25 points, ainsi que le record de tirs inscrits consécutivement avec 19 (qui n'a pas eu lieu en même temps que cette session de 25 points) dans le concours.
Il a participé au Three-point Shootout alors qu'il était agent libre, c'est-à-dire sans contrat. Lors de sa participation, il portait un maillot sans signe distinctif.
Plus tard, Hodges joua en Suède à Jamtland et mit un terme à sa carrière pour devenir entraîneur en NCAA à l'Université Chicago State. Il est désormais entraîneur spécialiste du tir aux Lakers de Los Angeles.
Dans un article du New York Times du 25 décembre 1996, Craig Hodges a affirme qu'il a été boycotté par la NBA pour avoir abordé des sujets controversés relatifs aux Afro-Américains et à la pauvreté aux États-Unis. Il s'était notamment rendu à la Maison Blanche pour remettre au président George H. Bush une lettre dénonçant la guerre faite « aux pauvres, aux peuples indiens, aux sans-domicile et plus précisément aux Afro-Américains ». Évincé depuis lors de la NBA, Craig Hodges entame en 1996 des poursuites contre la NBA à ce sujet, sans succès.
Il est le père de Jibril Hodges qui est un ancien meneur de Long Beach State University.